# Корреа, Хоакин
Ка́рлос Хоаки́н Корре́а (исп. Carlos Joaquín Correa; род. 13 августа 1994[…], Хуан-Баутиста-Альберди, Тукуман) — аргентинский футболист, полузащитник клуба «Ботафого». Выступал за сборную Аргентины.

## Клубная карьера
Родился 13 августа 1994 в городе Хуан-Баутиста-Альберди. В возрасте 11 лет начал заниматься футболом в школе «Ривер Плейт», для чего прошлось переехать в Буэнос-Айрес. Однако вскоре юный футболист не выдержал долгой разлуки с семьей и решил вернуться в свою родную провинцию Тукуман, и продолжил обучение в школе клуба «Ренато Чезарини» в Росарио, а затем в школе «Эстудиантеса», дебютировав в первой команде которого 19 мая 2012 в возрасте 17 лет, выйдя на замену вместо Дувана Сапаты в матче против «Банфилда» (3:0) в Примера-Дивизионе. Всего за этот клуб провел три сезона, приняв участие в 53 матчах чемпионата Аргентины.
9 января 2015 подписал контракт на 4,5 года с итальянской «Сампдорией», которая заплатила за игрока 10 миллионов долларов. 15 февраля 2015 года дебютировал за клуб в проигранном матче против «Кьево». В первом сезоне выходил на поле редко, сыграв лишь в 6 матчах Серии А. Редко используемый в течение своего первого сезона, он сменил свой номер на 10 в преддверии сезона 2015/16 и стал основным полузащитником команды. 17 января 2016 года Корреа забил свой первый гол в Европе в матче против «Карпи». В следующих двух играх он забил два гола в ворота «Наполи» и «Болоньи» и завершил сезон с тремя голами, а его команда заняла низкое 15-е место.
10 июля 2016 перешёл в «Севилью» за 13 миллионов евро, подписав контракт на 5 лет. 17 августа 2016 года дебютировал в клубе в ответном матче Суперкубка Испании против «Барселоны», в котором его команда уступила 0:3. 20 августа 2016 года дебютировал в Ла Лиге, заменив соотечественника Лусиано Вьетто в домашнем матче против «Эспаньола». 22 февраля 2017 года забил свой первый гол в Лиге чемпионов УЕФА в ворота английского «Лестер Сити» в 1/8 финала сезона 2016/17. 17 сентября 2017 года забил решающий гол в матче группового этапа Лиги чемпионов УЕФА 2017/18 в ворота «Ливерпуля» на Энфилде, матч завершился вничью 2:2.
1 августа 2018 года Корреа перебрался в Италию, подписав контракт с клубом «Лацио» на пять лет, сумма трансфера составила 16 миллионов евро. 18 августа 2018 года в матче против «Наполи» он дебютировал в составе орлов. 26 сентября 2018 года забил свой первый гол в матче против «Удинезе». 24 апреля 2019 года в полуфинале Кубка Италии забил гол, который выбил «Милан» из турнира, а бьянкочелести вышли в финал, выиграв трофей 15 мая 2019 года переиграв «Аталанту», в котором аргентинец забил гол, который поставил точку в матче.

## Карьера в сборной
9 июня 2017 года дебютировал в майке национальной сборной Аргентины, в матче против сборной Бразилии, в котором сборная одержала победу со счетом 1:0. 13 июня 2017 года забил свой первый мяч за сборную в ворота сборной Сингапура.

### Голы за сборную
| №  | Дата            | Место                                   | Соперник  | Счёт | Результат | Турнир                  |
| -- | --------------- | --------------------------------------- | --------- | ---- | --------- | ----------------------- |
| 1. | 13 июня 2017    | Национальный стадион, Каланг, Сингапур  | Сингапур  | 2-0  | 6-0       | Товарищеский матч       |
| 2. | 13 октября 2020 | Эрнандо Силес, Ла-Пас, Боливия          | Боливия   | 2-1  | 2-1       | Квалификация на ЧМ 2022 |
| 3. | 2 сентября 2021 | Олимпийский стадион, Каракас, Венесуэла | Венесуэла | 2-0  | 3-1       | Квалификация на ЧМ 2022 |

## Достижения
«Лацио»
- Обладатель Кубка Италии: 2018/19
- Обладатель Суперкубка Италии: 2019

«Интернационале»
- Обладатель Кубка Италии (2): 2021/22, 2022/23
- Обладатель Суперкубка Италии (2): 2021, 2022

Сборная Аргентины
- Обладатель Кубка Америки: 2021